# Barver
Barver est une commune allemande de la Basse-Saxe. Elle fait partie de la Samtgemeinde Rehden, dans l'Arrondissement de Diepholz. Barver est mentionnée officiellement pour la première fois en 1203.

## Jumelages
Lezay (France) depuis le 26 août 1973.